# Golden State Warriors 2013-2014
La stagione 2013-14 dei Golden State Warriors fu la 65ª nella NBA per la franchigia.
I Golden State Warriors arrivarono secondi nella Pacific Division della Western Conference con un record di 51-31. Nei play-off persero al primo turno con i Los Angeles Clippers (4-3).

## Roster
| N° | Naz.                            | Ruolo | Sportivo          | Anno | Alt. | Peso \|\| |
| -- | ------------------------------- | ----- | ----------------- | ---- | ---- | --------- |
| 0  | Stati Uniti (bandiera)          | G     | Toney Douglas     | 1986 | 188  | 86        |
| 1  | Bosnia ed Erzegovina (bandiera) | C     | Ognjen Kuzmić     | 1990 | 216  | 114       |
| 2  | Stati Uniti (bandiera)          | G     | MarShon Brooks    | 1989 | 196  | 91        |
| 5  | Stati Uniti (bandiera)          | C     | Marreese Speights | 1987 | 208  | 111       |
| 7  | Stati Uniti (bandiera)          | AC    | Jermaine O'Neal   | 1978 | 211  | 103       |
| 8  | Serbia (bandiera)               | G     | Nemanja Nedović   | 1991 | 191  | 87        |
| 9  | Stati Uniti (bandiera)          | A     | Andre Iguodala    | 1984 | 198  | 94        |
| 10 | Stati Uniti (bandiera)          | G     | David Lee         | 1983 | 206  | 113       |
| 11 | Stati Uniti (bandiera)          | G     | Klay Thompson     | 1990 | 201  | 93        |
| 12 | Australia (bandiera)            | C     | Andrew Bogut      | 1984 | 213  | 111       |
| 20 | Stati Uniti (bandiera)          | G     | Kent Bazemore     | 1989 | 196  | 91        |
| 21 | Stati Uniti (bandiera)          | C     | Dewayne Dedmon    | 1989 | 213  | 116       |
| 23 | Stati Uniti (bandiera)          | A     | Draymond Green    | 1990 | 201  | 104       |
| 25 | Stati Uniti (bandiera)          | G     | Steve Blake       | 1980 | 191  | 78        |
| 30 | Stati Uniti (bandiera)          | G     | Stephen Curry     | 1988 | 191  | 84        |
| 40 | Stati Uniti (bandiera)          | A     | Harrison Barnes   | 1992 | 211  | 116       |
| 55 | Stati Uniti (bandiera)          | G     | Jordan Crawford   | 1988 | 193  | 88        |
| 57 | Stati Uniti (bandiera)          | C     | Hilton Armstrong  | 1984 | 211  | 107       |

## Staff tecnico
- Allenatore: Mark Jackson
- Vice-allenatori: Pete Myers, Darren Erman (fino al 5 aprile), Jerry DeGregorio, Lindsey Hunter, Brian Scalabrine (fino al 25 marzo)
- Vice-allenatori per lo sviluppo dei giocatori: Keke Lyles, Joe Boylan
- Direttore dello sviluppo atletico: Johan Wang
- Preparatore atletico: Johan Wang
- Assistente preparatore atletico: Drew Yoder